# Cryphia pseudoperla
Cryphia pseudoperla là một loài bướm đêm trong họ Noctuidae.